# サウンド・オブ・スピード
サウンド・オブ・スピード (The Sound of Speed)はイギリスのロックバンド、ジーザス&メリーチェインのコンピレーション・アルバム。1993年7月12日発売。1988年から1993年までのシングルB面曲、未発表曲を収録。当初は日本のみの発売で、後にイギリス、ヨーロッパでも発売された。

## 収録曲
特筆ない限りウィリアム・リード、ジム・リードによる作詞作曲
1. スネイクドライヴァー / Snakedriver - 3:44
2. レヴァランス / Reverence (radio mix) - 5:39
3. ヒート / Heat - 3:00
4. ティーンエイジ・ラスト / Teenage Lust (acoustic version) - 2:25
5. ホワイド・ユー・ウォント・ミー / Why'd You Want Me? - 3:15
6. ドント・カム・ダウン / Don't Come Down - 2:39
7. ギターマン / Guitarman (ジェリー・リードのカバー) - 3:43
8. サムシング・アイ・キャント・ハヴ / Something I Can't Have - 3:02
9. サムタイムス / Sometimes - 2:53
10. ライト・レコード・リリース・ブルース / Write Record Release Blues - 2:58
11. シマー / Shimmer - 2:46
12. ペネトレイション / Penetration – 2:48
13. マイ・ガール / My Girl (テンプテーションズのカバー) - 3:05
14. タワー・オブ・ソング / Tower of Song (レナード・コーエンのカバー) - 4:49
15. リトル・レッド・ルースター / Little Red Rooster (ウィリー・ディクスン) - 3:25
16. ブレイク・ミー・ダウン / Break Me Down - 2:29
17. ロウライフ / Lowlife - 3:27
18. ディヴィアント・スライス / Deviant Slice - 3:01
19. リヴァベレイション / Reverberation (13thフロア・エレベーターズのカバー) - 3:46
20. サイドウォーキング / Sidewalking (extended version) - 7:52